# Someșul Mic
O rio Someșul Mic ("Pequeno Someș" em romeno; também conhecido em húngaro como Kis-Szamos) é um rio no noroeste da Romênia, no condado de Cluj. Forma-se a partir da confluência de dois outros rios, o Someșul Rece e o Someșul Cald, ambos originários das montanhas Apuseni. A partir da confluência, que ocorre na localidade de Gilău, o Someșul Mic flui para o leste e norte através de Cluj-Napoca, Apahida e Gherla, até encontrar o rio Someșul Mare ("Grande Someș"), em Dej; a partir daí, passa a ser conhecido como Someș.
As seguintes cidades e vilas situam-se ao longo do rio Someșul Mic, desde sua fonte até sua foz: Gilău, Floreşti, Gârbău, Cluj-Napoca, Apahida, Jucu, Bonţida, Iclod, Gherla, Mintiu Gherlii, Mica, Dej

## Afluentes
Os seguintes rios são afluentes do Someșul Mic:
Margem esquerda: Someșul Cald, Căpuş, Nadăş, Chinteni, Valea Caldă, Feiurdeni, Borşa, Lonea, Lujerdiu, Valea Mărului, Valea Furcilor, Orman, Nima, Chiezdul, Ocna
Margem direita: Someșul Rece, Feneş, Tăuţi, Gârbău, Becaş, Zăpodie, Mălăroiu, Gădălin, Fizeş, Bandău